# Them (série de televisão)
Them é uma série de televisão antológica estadunidense criada por Little Marvin, com produção executiva de Lena Waithe. A série é protagonizada Deborah Ayorinde, Ashley Thomas, Alison Pill, e Ryan Kwanten e estreou no serviço de streaming Prime Video, em 9 de abril de 2021, recebendo críticas mista e com uma porcentagem de 62% no Rotten Tomatoes. Uma segunda temporada, intitulada Them: The Scare, está em desenvolvimento, com Deborah Ayorinde retornando da primeira temporada.

## Premissa
Ambientada em 1953, Them: Covenant segue a vida de uma família negra que, durante a Segunda Grande Migração, se muda da Carolina do Norte para um bairro de brancos em Los Angeles. O lar idílico da família se transforma lentamente em um epicentro de forças malévolas, vizinhas e de outro mundo, que ameaçam assombrá-los, devastá-los e destruí-los.

## Elenco e personagens

### Principais
- Deborah Ayorinde como Livia "Lucky" Emory
- Ashley Thomas como Henry Emory
- Alison Pill como Elizabeth "Betty" Wendell
- Shahadi Wright Joseph como Ruby Lee Emory
- Melody Hurd como Gracie Emory
- Ryan Kwanten como George Bell

### Convidados
- Dale Dickey como The Woman
- Liam McIntyre como Clarke Wendell
- Lindsey Kraft como Midge Pruitt
- Pat Healy como Marty Dixon
- Brooke Smith como Helen Koistra
- Malcolm Mays como Calvin
- John Patrick Jordan como Earl
- Dirk Rogers como Miss Vera
- Abbie Cobb como Nat Dixon
- Max Barsness como Dale Pruitt
- Kim Shaw como Carol Lynn Denton
- Bailey Noble como Marlene
- Derek Phillips como Sergeant Bull Wheatley
- P.J. Byrne como Stuart Berks
- Sophie Guest como Doris
- Tim Russ como The Custodian
- Ryan Kennedy como Gary
- Christopher Heyerdahl como The Black Hat Man
- Jeremiah Birkett como Da Tap Dance Man
- Paula Jai Parker como Hazel Emory
- Sheria Irving como Cynthia
- J. Mallory McCree como Junius Emory
- Anika Noni Rose como Ella Mae
- Roland Johnson como Moe Irvin
- Lisa Banes como Esther Haber
- Michael Harney como Otto Haber
- Peter Mackenzie como Mr. Stoal
- Shaw Jones como City Planner
- Van Epperson como Banker
- Barry Livingston como Real Estate Commissioner
- David Bowe como Mitch
- Christopher Murray como Murray
- Daniel Robbins como Man In Car
- Scott Alan Smith como Fuller
- Latarsha Rose como Arnette Beaumont
- Samantha Sherman como Marjorie Wallinger
- Kate McNeil como Dr. Frances Moynihan
- Dominic Burgess como Roger
- Nona Parker Johnson
- Cranston Johnson
- Melinda Page Hamilton como Elder Sara
- Gene Silvers como Elder Luther
- J. Paul Boehmer como Elder James
- Summera Howell como Elder Cora
- Kai Richard como Miles

## Episódios

### 1.ª temporada:Covenant(2021)
| N.º | Título           | Dirigido por           | Escrito por                                                                  | Lançamento         |
| --- | ---------------- | ---------------------- | ---------------------------------------------------------------------------- | ------------------ |
| 1   | "DAY 1"          | Nelson Cragg           | Little Marvin                                                                | 9 de abril de 2021 |
| 2   | "DAY 3"          | Nelson Cragg           | David Matthews e Little Marvin                                               | 9 de abril de 2021 |
| 3   | "DAY 4"          | Daniel Stamm           | Francine Volpe                                                               | 9 de abril de 2021 |
| 4   | "DAY 6"          | Nelson Cragg           | Seth Zvi Rosenfeld                                                           | 9 de abril de 2021 |
| 5   | "COVENANT I."    | Janicza Bravo          | Little Marvin e Dominic Orlando                                              | 9 de abril de 2021 |
| 6   | "DAY 7: MORNING" | Craig William Macneill | Christina Ham                                                                | 9 de abril de 2021 |
| 7   | "DAY 7: NIGHT"   | Ti West                | David Matthews                                                               | 9 de abril de 2021 |
| 8   | "DAY 9"          | Nelson Cragg           | História por : Francine Volpe Roteiro por : Francine Volpe e Dominic Orlando | 9 de abril de 2021 |
| 9   | "COVENANT II."   | Craig William Macneill | Dominic Orlando                                                              | 9 de abril de 2021 |
| 10  | "DAY 10"         | Ti West                | Little Marvin                                                                | 9 de abril de 2021 |

## Produção

### Desenvolvimento
Em 28 de julho de 2018, a Amazon confirmou que duas temporadas de Them seriam produzidas, a série foi criada por Little Marvin, que também escreveu o roteiro da primeira temporada e contratado para produzir o programa ao lado de Lena Waithe sob seus acordos gerais com a Amazon Studios. Em 1º de abril de 2019, David Matthews juntou-se à série como showrunner sob seu recém-anunciado acordo na Sony Pictures Television. Em 19 de novembro de 2019, foi anunciado que Larysa Kondracki foi adicionada à produção executiva da série, e dirigiu múltiplos episódios, incluindo o piloto sob seu acordo geral na Amazon Studios.

### Escolha do elenco
Em 27 de julho de 2019, Deborah Ayorinde e Ashley Thomas foram escaladas para os papéis principais. Shahadi Wright Joseph, Alison Pill, Ryan Kwanten, Melody Hurd, Javier Botet e Percy Hynes White foram adicionados ao elenco principal em 3 de outubro de 2019, ao lado de Derek Phillips que ficou no elenco recorrente. Em 2 de dezembro de 2019, Brooke Smith, Anika Noni Rose P.J. Byrne, Malcolm Mays, Jeremiah Birkett e Sophie Guest também se juntaram ao restante do elenco.

### Filmagens
A série começou a ser produzida em 8 de julho de 2019, com suas filmagens ocorrendo em Atlanta e Los Angeles.

## Lançamento
A série teve sua estreia mundialmente em 18 de março de 2021 no SXSW Film Festival como parte da seção Episodic Premieres, e todos os episódios em 9 de abril do mesmo ano no Prime Video.